# Christophe Pillet
Christophe Pillet (Montargis, 28 agosto 1959) è un designer francese attivo nei campi del design del prodotto, dell'architettura d'interni, della scenografia e della direzione artistica.
Diplomatosi alla Scuola nazionale superiore d'arte di Nizza nel 1985, si trasferì in seguito a Milano per studiare e laurearsi alla Domus Academy nel 1986. Sempre a Milano collaborò per 4 anni con Michele De Lucchi, Carlotta de Bevilacqua e Martine Bedin. Successivamente lavorò per Philippe Starck a Parigi dal 1989 al 1993, anno in cui creò una propria agenzia nella capitale francese. Nel 2000, in vista della tradizionale festa nazionale francese del 14 luglio, venne incaricato dal Mobilier National di rinnovare le tribune presidenziali.
Nel corso della sua carriera ha collaborato per diversi marchi internazionali, tra cui Cappellini, Kartell e Driade in Italia, Shiseido e Shu Uemura in Giappone, Emeco e Whirlpool negli Stati Uniti d'America, Veuve Clicquot, Lacoste e L'Oréal in Francia.